# Forza Motorsport 5
Forza Motorsport 5 è un videogioco simulatore di guida sviluppato da Turn 10 Studios e pubblicato da Microsoft Studios in esclusiva per Xbox One.
Il gioco rappresenta il quinto capitolo della serie Forza, escludendo lo spin-off Forza Horizon.

## Annuncio e presentazione
Il gioco è stato presentato per la prima volta durante la conferenza Xbox Reveal, tenuta dalla Microsoft Corporation a Redmond, con un trailer della durata di circa un minuto.
Il 23 maggio 2013 Amazon.com tedesco ha pubblicato il packshot ufficiale del gioco.

## Contenuti
Il gioco dimezza i contenuti rispetto al diretto predecessore Forza Motorsport 4 passando a 14 tracciati (che diventano 17 con l’aggiunta, totalmente gratuita, di 3 tracciati post lancio, quali Road America, Nurburgring Nordschelife e Long Beach Circuit) per un totale di 42 layout differenti. È confermata ancora una volta la partnership con il programma automobilistico inglese Top Gear: infatti i tre presentatori daranno la voce alla descrizione dei campionati che ci troveremo ad affrontare nella modalità carriera. Modalitá carriera che troveremo rinnovata nei modi rispetto al capitolo precedente, presentando circa una quarantina di campionati per ogni categoria di auto. Le auto al lancio son poco più di 200 ma molto varie e per la prima volta troviamo vetture a ruote scoperte nel roaster. Tutte le auto saranno interamente visionabili nei minimi dettagli nell’innovativa modalità ForzaVista, diretta discendente della modalitá Autovista di Forza Motorsport 4. Cortana ritorna per dare una descrizione delle auto e per annunciare le prossime gare del campionato. Il multiplayer ripropone la stessa solida forma del precedente capitolo e il Kinect questa volta può essere utilizzato solo per controllare la testa del pilota.

## Sequel
All'E3 2015 durante la conferenza Microsoft viene presentato il nuovo capitolo, alla cui presentazione è presente anche Henry Ford III e la nuova Ford GT.